# Рассвет

Рассветом (dawn) иногда считают начало утренних сумерек (twilight), период утренних сумерек или время восхода солнца (sunrise)

Рассве́т — время (или временной отрезок) перед восходом солнца, начало утра, утренние сумерки, раннее утреннее время. Рассвет проявляется постепенным повышением освещённости окружающей среды.
В переносном смысле «рассветом» называют ранний период, начало чего-либо или же новое начинание в стадии раннего восхождения.
В разговорной речи термин «рассвет» может относиться и ко времени перед восходом солнца, и ко времени сразу после восхода.